# Unexpected (album Michelle Williams)
Unexpected, trzeci album studyjny wydany przez amerykańską wokalistkę R&B Michelle Williams dnia 29 września 2008 w Wielkiej Brytanii nakładem wytwórni Sony Music. Jest to zarazem pierwszy krążek artystki nagrany w stylistyce dance-pop zrywający z dotychczasowym wizerunkiem gospel. Album promował singel "We Break the Dawn" wydany w kwietniu 2008, podczas gdy drugim utworem ukazującym longplay stała się kompozycja "The Greatest" zaś trzecią "Hello Heartbreak".

## Recenzje
- Mikael Wood, recenzent magazynu Billboard napisał:

"Niespodzianka uwzględniona w tytule trzeciego albumu Michelle Williams może odnosić się do zmiany stylu muzycznego z gospel na pop i powrót do dawnych brzmień Destiny's Child. Biorąc po uwagę fakt, że Michelle aby utrzymać swoje nazwisko w obiegu musiała rozszerzyć swoją muzyczną działalność nie dziwi takowa zmiana. Niestety, ani produkcja ze strony zespołu Stargate i Jima Jonsina ani gościnny wokal rapera Flo Ridy nie zszokowały mnie; wyraźnie można dostrzec, iż przed sesją nagraniową Williams oraz jej współpracownicy słuchali największych hitów Rihanny, czy Ciary. Oznacza to, że "Unexpected" zawiera wiele topowych, niezaskakujących elektroniczno-rytmicznych brzmień R&B, które zakończyły podróż wokalistki z kościoła na klubowe parkiety".
- Andy Cooper z Cross Rhythms opisał:

"Więc jest – trzeci solowy album studyjny wydany przez Michelle Williams, a zarazem pierwszy nagrany po rozpadzie Destiny's Child. Po uprzednim ukazaniu swoich gospelowych kolorów, artystka całkowicie powróciła do tego z czego jej zespół słynie: gładkie i lśniące piosenki R&B z tanecznym ostrzem, opierające się na tematyce poświęcone relacji międzyludzkiej (jak pełen otwartości "Hello Heartbreak"), imprezach ("We Break the Dawn"), czy nastoletnich miłościach (przykładowo "Too Young For Love"). Z producentami niewątpliwie na najwyższym poziomie, niedoszlifowanie poziomu tekstowego może urazić osoby, które poszukują inspiracji na poziomie gospel. W tym przypadku docelową publicznością stają się nastolatki, na które cyfrowe sztuczki użyte przy produkcji tego krążka stworzą wrażenie oraz pomogą Michelle brzmieć młodziej. Jest to świetny album utrzymany w stylistyce R&B i pop, z kilkoma słabymi momentami, do których należą "Lucky Girl" i "Hungover" o niesamowicie płytkim przesłaniu".
- Josette Compton, recenzent Entertainment Weekly napisał:

"Jedyna nieśmiała członkini Destiny's Child, która poprzednio nagrała dwa okryte sukcesem albumy w stylistyce gospel, zrywa ze swoim wizerunkiem grzecznej dziewczynki na rzecz uwodzicielskiego i wypracowanego stylu, który prezentuje w swoim trzecim dziele. "Unexpected" oscyluje na granicach brzmienia techno w utworze "Hello Heartbreak" (który wyraźnie przypomina ten Kylie Minogue), czy idelanie pasujących dla radia tak jak główny singel promujący krążek "We Break the Dawn". Moim zdaniem album powinien swoim urokiem pozwolić Williams powrócić na notowania.

## Single
- Głównym singlem promującym album stał się utwór "We Break the Dawn". Piosenka wyprodukowana została przez Wayne'a Wilkinsa i Andrew Framptona oraz wydana dnia 15 kwietnia 2008 w Stanach Zjednoczonych. Teledysk promujący wydawnictwo nagrany został 23 kwietnia 2008 oraz wyreżyserowany przez Phila Griffina[6]. Zremiksowana wersja "We Break the Dawn" zawiera gościnny wokal rapera Flo Ridy natomiast wyprodukowany został przez DJ Montaya. Singel nie zyskał na popularności w rodzimym kraju artystki nie debiutując na notowaniu Billboard Hot 100. Utwór zajął pozycję #47 na oficjalnej liście przebojów w Wielkiej Brytanii[7].
- Ballada "The Greatest" została drugim singlem promującym album oraz wydana została na rynek muzyczny dnia 9 września 2008. Kompozycja znalazła się na pozycji #1 notowania Billboard Hot Dance Club Play, jednak nie zadebiutowała na oficjalnej liście najczęściej sprzedawanych singli w Stanach Zjednoczonych[8]. By promować kompozycję nagrany został teledysk wyreżyserowany przez Thomasa Klossa, który premierę miał dnia 20 października 2008 na portalu Yahoo! Music.
- Trzecim singlem promującym krążek stał się utwór "Hello Heartbreak" wydany w Stanach Zjednoczonych dnia 2 grudnia 2008. Wyprodukowana przez Alexa Da Kida oraz Jaya Wesa, kompozycja nie zyskała sukcesu nie debiutując na ważniejszych amerykańskich notowaniach. Singel nie był promowany teledyskiem.

| Rok  | Singel              | Album      | Pozycje na listach | Pozycje na listach | Pozycje na listach |
| Rok  | Singel              | Album      | US Hot100          | US Dance           | UK                 |
| ---- | ------------------- | ---------- | ------------------ | ------------------ | ------------------ |
| 2008 | "We Break the Dawn" | Unexpected | —                  | 4                  | 47                 |
| 2008 | "The Greatest"      | Unexpected | —                  | 1                  | —                  |
| 2008 | "Hello Heartbreak"  | Unexpected | —                  | —                  | —                  |

## Lista utworów
1. "Unexpected Intro" (Raymond Hilton) — 0:44
2. "Hello Heartbreak" (Rico Love, James Sheffer) — 4:07
3. "We Break the Dawn" (Andrew Frampton, Solange Knowles, Wayne Wilkins) — 3:54
4. "Lucky Girl Interlude" / "Lucky Girl" (Joel Augustin, Rico Love) — 3:51
5. "The Greatest" (Rico Love, James Sheffer) — 3:31
6. "Till the End of the World" (John Ho, Rico Love, Vyente Ruffin) — 3:10
7. "Private Party" (Rico Love, Dwayne "Dtown" Nesmith) — 3:35
8. "Hungover" (Jazz Nixon, Keli Nicole Price) — 3:31
9. "We Break the Dawn, Part 2" (featuring Flo Rida) (Tramar Dillard, Andrew Frampton, Solange Knowles, Wayne Wilkins) — 4:28
10. "Stop This Car" (Mikkel Ericksen, Tor Erik Hermansen, Makeba Riddick) — 3:58
11. "Unexpected" (Andrew Frampton, Rico Love, Wayne Wilkins) — 3:37
12. "Thank U" (Treasure Davis, Jamie Jones, Jack Kugell, D'Myreo Mitchell, Jason Pennock) — 3:47
13. "Too Young for Love" (Eric Goudy, Earl Hood, Rico Love) — 3:56

Utwór bonusowy
1. "Sick of It" (Kenneth Karlin, Soulshock, Atozzio Towns) — 3:53

## Pozycje na listach
| Lista sprzedaży (2008)               | Najwyższa pozycja |
| ------------------------------------ | ----------------- |
| USA Billboard 200                    | 42                |
| USA Billboard Top R&B/Hip-Hop Albums | 11                |
| USA Billboard Top Digital Albums     | 24                |

## Produkcja
- Alex Da Kid – producent
- James Scheffer – aranżer
- Tre Jones – producent
- Jim Jonsin – producent
- Rico Lovem – producent, producent wokalny, pozostałe wokale, aranżer
- Soulshock & Karlin – producenci
- Stargate – producent
- Jay Wes – producent
- Wayne Wilkins – producent
- Raymond "Shonny B" Hilton – producent
- Andrew Frampton – producent, aranżer

- Dwane "Dtown" Smith – producent
- Jazz Nixon – producent
- DJ Montay – producent
- Jack Kugell – producent
- James Jones – producent
- Jason Pennock – The Heavyweights – producent
- Vyente Ruffin – współproducent
- John Q. Ho for Royal XVI – współproducent
- EHOOD & E2 – współproducenci
- Solange Knowles – aranżer
- Michelle Williams – główne wokale, aranżer

## Daty wydania
| Region            | Data                |
| ----------------- | ------------------- |
| Japonia           | 12 sierpnia 2008    |
| Wielka Brytania   | 29 września 2008    |
| Polska            | 29 września 2008    |
| Stany Zjednoczone | 7 października 2008 |
| Europa            | 5 grudnia 2008      |